# Incidente dell'Ilyushin Il-76 dell'Aeronautica militare algerina del 2018
Il disastro aereo di Boufarik è stato un incidente aereo avvenuto l'11 aprile 2018 nei pressi dell'aeroporto di Boufarik, in Algeria, e che ha causato la morte di tutte le 257 persone presenti a bordo, coinvolgendo un Ilyushin Il-76 della Al-Quwwat al-Jawwiyya al-Jaza'iriyya, la forza aerea algerina.
Ha scavalcato il disastro del volo Air Algérie 6289 del 2003 diventando il peggior disastro aereo avvenuto su suolo algerino e anche su quello africano. È inoltre il secondo peggior disastro riguardante un II-76, superato solo dall'incidente in Iran del 2003.

## L'aereo
Il velivolo coinvolto nell'incidente era un Ilyushin II-76TD dell'aviazione algerina costruito nell'impianto di Tashkent nel 1994. L'aereo, con marche 7T-WIV e numero di serie 1043419649, aveva effettuato il suo primo volo nel 1994.

## L'incidente
Alle 07:50 ora locale (06:50 UTC) l'aereo, appena decollato, prese fuoco e si schiantò nei pressi dell'aeroporto di Boufarik, a sud-ovest rispetto alla capitale Algeri. Il volo era diretto verso l'aeroporto di Tindouf, con uno scalo presso l'aeroporto di Boudghene Ben Ali Lotfi. Il bilancio fu di 257 vittime, tra cui 10 membri dell'equipaggio. Tra i passeggeri vi erano anche 176 membri dell'Esercito popolare nazionale. Molti dei soldati e ufficiali erano in viaggio con i propri familiari.
Secondo alcuni funzionari della Repubblica dei Sahrawi, tra le vittime ci furono anche trenta studenti sahrawi e altri civili del campo profughi di Tindouf. I primi rapporti affermarono che tra le vittime vi erano 26 membri del Fronte Polisario, informazione sostenuta da fonti dal Marocco; tuttavia i funzionari algerini e sahrawi dichiararono che, fra i civili, le uniche vittime furono 30 sahrawi.
Alcuni testimoni oculari dell'incidente, riferirono di aver visto l'ala dell'aereo incendiarsi prima dello schianto.

## Le reazioni
In seguito all'incidente, il presidente algerino Abdelaziz Bouteflika ha dichiarato tre giorni di lutto nazionale, come già successo per l'incidente del 2014. Anche il presidente della Repubblica Saharawi Brahim Ghali ha dichiarato sette giorni di lutto nazionale. Ahmed Gaid Salah, Capo di stato maggiore dell'esercito algerino, ha avviato un'indagine per determinare le cause dell'incidente. La Russia ha dichiarato di voler fornire assistenza nelle operazioni di investigazione.